# Gastromyzon monticola
Gastromyzon monticola är en fiskart som först beskrevs av Vaillant, 1889.  Gastromyzon monticola ingår i släktet Gastromyzon och familjen grönlingsfiskar. Inga underarter finns listade i Catalogue of Life.